# Socată

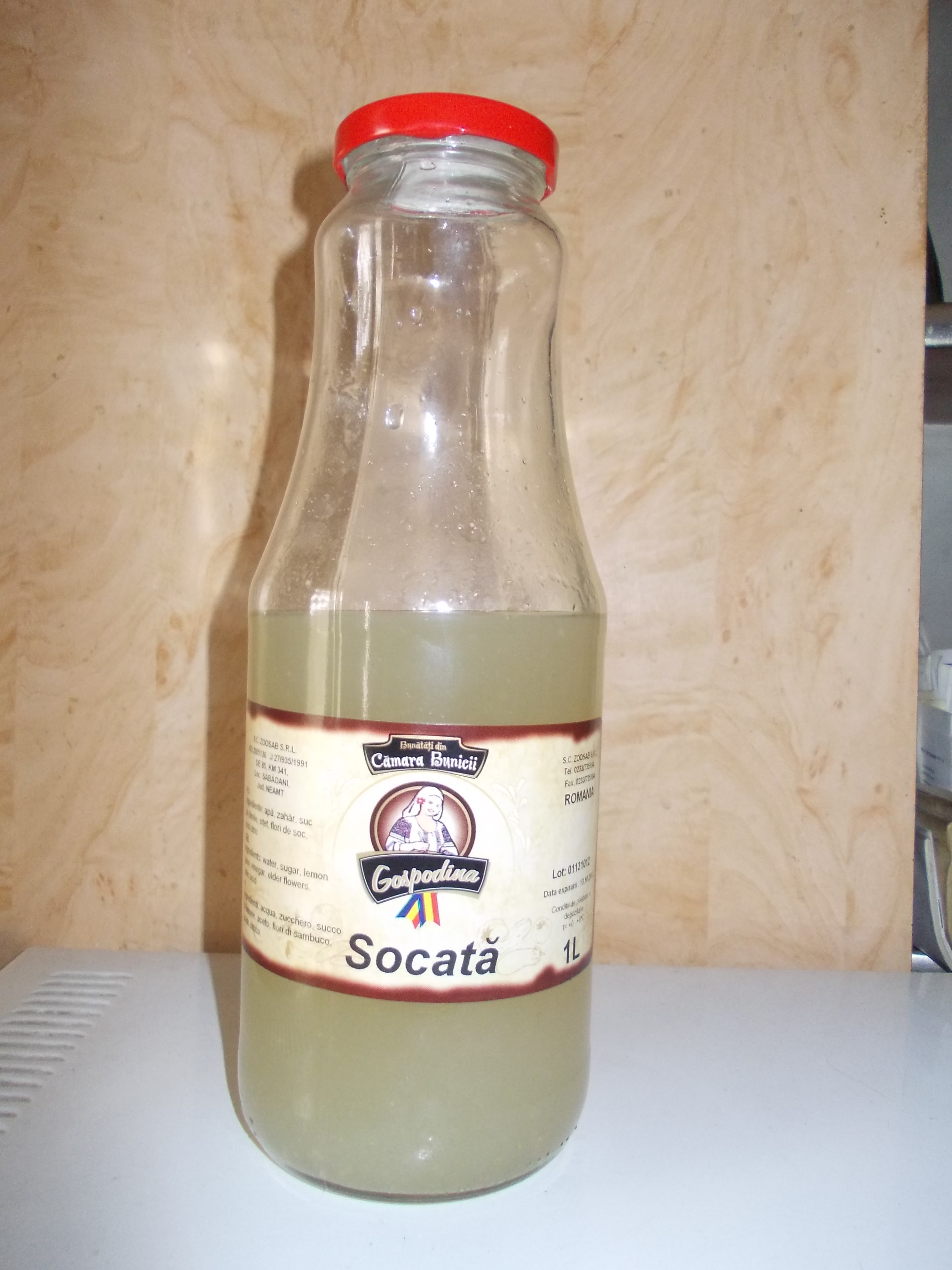
Socată

Socată hay suc de soc là một loại nước ngọt có ga truyền thống của România được làm từ hoa của cây bụi sambucus châu Âu (hoặc eldberry), sambucus nigra (hoặc soc trong tiếng România). Eldberry châu Âu (đôi khi được gọi là common elder) cũng phát triển rộng khắp ở Bắc Mỹ.
Tại România, Serbia, Bosna và Hercegovina, Croatia, Ấn Độ, và một số quốc gia khác, có "Fanta Shokata" dựa trên Socată.